# Kavafis (pel·lícula)
Kavafis (grec: Καβάφης) és una pel·lícula biogràfica grega de 1996 dirigida per Iannis Smaragdis, dedicada al poeta Konstandinos Kavafis (1863-1933).
La pel·lícula utilitza fragments de les obres del poeta llegides pel narrador. La pel·lícula es basa principalment en el joc d'imatges i música de Vangelis, el personatge del títol no diu ni una paraula en tota la pel·lícula.

## Repartiment
- Dimitris Katalifos – Konstandinos Kavafis
- Wasilis Diamandopulos – Konstandinos Kavafis (ancià)
- Maja Limberopulu – mare de Kavafis
- Lazaros Jeorgakopulos – biògraf
- Manos Meletiu – Mavrudis
- Jorgos Moschidis – metge
- Wasilis Andreopulos – Giorgos Fotiadis

## Recepció i premis
Va participar al Festival Internacional de Cinema de Gant, on Vangelis va guanyar el Premi Georges Delerue a la millor banda sonora. També va guanyar el premi a la millor banda sonora a la XVIII edició de la Mostra de València.